# 萩原紀佳
萩原 紀佳（はぎわら のりか、2001年3月3日 - ）は、日本の女子ゴールボール選手。ポジションはライト。国立障害者リハビリテーションセンター、むさしずく所属。ゴールボール女子日本代表。埼玉県立特別支援学校塙保己一学園卒業。
埼玉県川口市出身。生まれたときから網膜芽細胞腫という目の病気で、右目は全盲、左目は視力0.06。高校までスポーツとは無縁だったが、2017年に友人の誘いでゴールボールを始める。2019年のジャパンパラ競技大会で国際試合に初出場。2021年4月、チーム最年少の20歳でパラリンピック日本代表に内定。同年8月開幕の東京パラリンピックに出場し、大会通算得点ランキング2位の25得点を記録するなど、銅メダル獲得に貢献した。